# Casal di Principe
Casal di Principe is een gemeente in de Italiaanse provincie Caserta (regio Campanië) en telt 20.158 inwoners (31-12-2004). De oppervlakte bedraagt 23,4 km², de bevolkingsdichtheid is 841 inwoners per km².

## Demografie
Casal di Principe telt ongeveer 6780 huishoudens. Het aantal inwoners steeg in de periode 1991-2001 met 7,4% volgens cijfers uit de tienjaarlijkse volkstellingen van ISTAT.
| Jaar | Inwoneraantal |
| ---- | ------------- |
| 1991 | 18.499        |
| 2001 | 19.859        |

## Geografie
Casal di Principe grenst aan de volgende gemeenten: San Cipriano d'Aversa.

## Casalese familie
Casal di Principe kan worden gezien als de hoofdstad van de ondernemersmacht van de Camorra met zijn bijbehorende inwoners. De Casalese-clan, afkomstig uit Casal di Principe, is een federatie die alle camorrafamilies uit de provincie Caserta met elkaar verbindt in een onafhankelijk verbond. De bazen van de Casalese-clan zorgen er altijd voor dat ze dicht in de buurt van Casal di Principe blijven, want pas als zij veel invloed in hun eigen gemeente hebben, kunnen ze ook daarbuiten de macht grijpen. De Camorra schoot Giuseppe Diana dood (1994). Deze was pastoor in Casal di Principe en had zich openlijk tegen hen verzet. 
Antonio Bardellino was de stamvader van de Casalese familie. In zijn tijd was heroïne de grootste drug, maar hij had in de gaten dat dit ging verschuiven naar cocaïne en dus richtte hij hiervoor een importexportbedrijf op welke cocaïne haalde uit Zuid-Amerika. Ook had hij banden met de Cosa Nostra (Siciliaanse Maffia), die hem al jaren tevergeefs uit probeerde te schakelen. In de jaren nadat Bardellino de macht had verloren brak er een bloedige strijd los waarvoor geen echte oplossing kwam en dus werden de territoria van de macht verdeeld.
Ailano · Alife · Alvignano · Arienzo · Aversa · Baia e Latina · Bellona · Caianello · Caiazzo · Calvi Risorta · Camigliano · Cancello e Arnone · Capodrise · Capriati a Volturno · Capua · Carinaro · Carinola · Casagiove · Casal di Principe · Casaluce · Casapesenna · Casapulla · Caserta · Castel Campagnano · Castel Morrone · Castel Volturno · Castel di Sasso · Castello del Matese · Cellole · Cervino · Cesa · Ciorlano · Conca della Campania · Curti · Dragoni · Falciano del Massico · Fontegreca · Formicola · Francolise · Frignano · Gallo Matese · Galluccio · Giano Vetusto · Gioia Sannitica · Grazzanise · Gricignano di Aversa · Letino · Liberi · Lusciano · Macerata Campania · Maddaloni · Marcianise · Marzano Appio · Mignano Monte Lungo · Mondragone · Orta di Atella · Parete · Pastorano · Piana di Monte Verna · Piedimonte Matese · Pietramelara · Pietravairano · Pignataro Maggiore · Pontelatone · Portico di Caserta · Prata Sannita · Pratella · Presenzano · Raviscanina · Recale · Riardo · Rocca d'Evandro · Roccamonfina · Roccaromana · Rocchetta e Croce · Ruviano · San Cipriano d'Aversa · San Felice a Cancello · San Gregorio Matese · San Marcellino · San Marco Evangelista · San Nicola la Strada · San Pietro Infine · San Potito Sannitico · San Prisco · San Tammaro · Sant'Angelo d'Alife · Sant'Arpino · Santa Maria Capua Vetere · Santa Maria a Vico · Santa Maria la Fossa · Sessa Aurunca · Sparanise · Succivo · Teano · Teverola · Tora e Piccilli · Trentola-Ducenta · Vairano Patenora · Valle Agricola · Valle di Maddaloni · Villa Literno · Villa di Briano · Vitulazio
1. ↑  https://demo.istat.it/?l=it.